# Staudenhof (Mauel)
Staudenhof ist eine wiederbesiedelte ehemalige Wüstung auf dem Gebiet der Ortsgemeinde Mauel im Eifelkreis Bitburg-Prüm in Rheinland-Pfalz.

## Geographie
Staudenhof liegt etwa 2,5 km südöstlich der Ortslage Mauel, auf einer Anhöhe, etwa 50 Meter oberhalb der Prüm. Nach Süden grenzt die ehemalige, seit 1994 zu Oberpierscheid gehörige Gemeinde Merkeshausen an, deren einstiges Eisenhüttenwerk bis zu seiner Stilllegung in der Mitte des 19. Jahrhunderts den Bewohnern von Staudenhof Arbeit bot.

## Geschichte
Die ursprünglich vermutlich aus einem Einzelgehöft hervorgegangene Ansiedlung, deren ältere Geschichte nicht bekannt ist, entwickelte sich ab 1760 in Folge der Errichtung des Eisenhüttenwerkes Merkeshausen, als sich hier dessen Arbeiter ansiedelten. Während um 1767 nur Baracken bestanden, wuchs die Ortschaft bis 1818 auf 128 Einwohner und übertraf damit das benachbarte Mauel. Mit der Stilllegung des Werkes begann auch der Niedergang des Dorfes, der durch die abgelegene Lage noch begünstigt wurde (siehe nachstehende Statistik zur Einwohnerentwicklung). So lebten zum 1. Dezember 1871 in 14 Wohngebäuden noch 70 Einwohner, von denen 57 aus Staudenhof gebürtig waren. Die ausschließlich der katholischen Kirche angehörigen Anwohner setzen sich aus 34 männlichen und 36 weiblichen Mitgliedern zusammen, von denen 22 unter zehn Jahre alt waren und sieben als Analphabeten geführt wurden.
1960 gab es nur noch eine siebenköpfige Familie in Staudenhof, sodass zum 1. Juli 1967 die Gemeinde Staudenhof mit zuletzt sechs Einwohnern nach Mauel eingemeindet wurde. 1990 verließen die letzten beiden Bewohner Staudenhof.
Statistik zur Einwohnerentwicklung
Die Entwicklung der Einwohnerzahl von Staudenhof bezogen auf das frühere Gemeindegebiet.
| Jahr | Einwohner |
| ---- | --------- |
| 1787 | 31        |
| 1818 | 128       |
| 1867 | 83        |
| 1871 | 70        |

| Jahr | Einwohner |
| ---- | --------- |
| 1895 | 58        |
| 1925 | 32        |
| 1960 | 7         |
| 1990 | 0         |

## Heutige Situation
Nachdem Staudenhof zwischenzeitlich schon gänzlich verlassen war, ist um 2005 lediglich die frühere Schule (wieder) bewohnt. Die übrigen Gebäude, soweit noch vorhanden, stehen leer und sind weitgehend ruinenartig. Von denkmalpflegerischer Bedeutung ist nur ein Wegekreuz aus dem Jahr 1776 an der Ortszufahrt.